# Percy Hynes White
Percy Hynes White (St. John's (Newfoundland en Labrador), 2 april 2001) is een Canadees acteur. Hij speelde in diverse films en series, waaronder Night at the Museum: Secret of the Tomb, Murdoch Mysteries en Wednesday.

## Filmografie

### Film
- 2008: Down to the Dirt, als Keith
- 2009: Crackie, als afhaaljongen
- 2014: Cast No Shadow, als Jude
- 2014: Night at the Museum: Secret of the Tomb, jonge C.J. Fredericks
- 2015: A Christmas Horror Story, als Duncan
- 2016: Rupture, als Evan
- 2016: Edge of Winter, als Caleb Baker
- 2016: Milton's Secret, als Carter Cane
- 2018: At First Light, als Oscar
- 2018: Our House, als Matt
- 2018: Age of Summer, als Minnesota
- 2022: I Like Movies, als Matt Macarchuck
- 2023: Night for Night, als zoon
- 2024: My Old Ass, als Chad
- 2024: Winter Spring Summer or Fall, als Barnes

### Televisie
- 2013: The Slattery Street Crockers, als Joey Crocker
- 2014: Rookie Blue, als Daniel Hollot
- 2014-2015: Murdoch Mysteries, als Simon Brooks
- 2015-2016: Odd Squad, als Odie
- 2015: Defiance, als Monguno Ksaruko
- 2015: Saving Hope, als Aidan
- 2015-2016: Between, als Harrison
- 2016: 11.22.63, als Randy
- 2017-2019: The Gifted, als Andy Strucker
- 2019: The Twilight Zone, als Cole
- 2020: Transplant, als Max
- 2020: A Killer In My Home, als Joshua
- 2021-heden: Pretty Hard Cases, als Elliot Wazowski
- 2021: Nurses, als Jesse
- 2022: Wednesday, als Xavier Thorpe